# Brooksia tropicalis
Brooksia tropicalis är en svampart som beskrevs av Hansf. 1956. Brooksia tropicalis ingår i släktet Brooksia, klassen Dothideomycetes, divisionen sporsäcksvampar och riket svampar.   Inga underarter finns listade i Catalogue of Life.